# Sara Carrigan
Sara Maree Carrigan (nascida em 7 de setembro de 1980) é uma ciclista de estrada profissional australiana.
Ela competiu representando a Austrália nos Jogos Olímpicos de 2004 em Atenas, na Grécia, conquistando a medalha de ouro na prova de estrada individual. Quarto anos depois, em Pequim, na China, ela voltou a competir na mesma prova, terminando em trigésimo oitavo lugar.
Em 2005 Carrigan foi condecorada com a Ordem da Austrália (OAM).